# Wraith Crag
Wraith Crag (englisch Geisterklippe) ist ein Album der belgischen Drone- und Funeral-Doom-Band Beyond Black Void.

## Geschichte
Nachdem Stijn van Cauter im Jahr 2019 Beyond Black Void nach längerer Pause mit Voidgaze reaktiviert hatte, führte er Beyond Black Void wie diverse weitere Projekte fort. Da Beyond Black Void als Soloprojekt von van Cauter geführt wurde und er die Musik in seinem Heimstudio Templa Libitina autark komponierte und einspielte, sind exakte Schreib- und Aufnahmezeiträume zu seinem dritten Album nicht publik. Techniker und Produzenten blieben ausgeschlossen.
Das am 4. Februar 2021 als Musikdownload veröffentlichte Album erfuhr keine benennbare journalistische Resonanz.

## Albuminformationen
Wraith Crag ist das dritte Studioalbum der Band. Das 2021 über Void Overflow erstmals als Musikdownload veröffentlichte Album enthält drei separate Stücke, die eine Gesamtspielzeit von 56:45 Minuten haben. In der zur Verfügung gestellten Print-on-Demand-Variante gab van Cauter das Album mit entsprechender Aufbereitung als CD heraus. Die Gestaltung des Albums übernahm van Cauter selbst. Das digital gestaltete Covermotiv zeigt ein fallende humanoide Gestalt zwischen zwei dunklen Felswänden die die Seiten des Bildes einnehmen. Der Hintergrund ist rosafarben und von weißen Blitzen durchzogen.

### Titelliste
1. Wraith Crag: 19:28
2. From Mountains Fall: 17:44
3. One with the Wave: 19:33

### Stil
Das als Musikdownload veröffentlichte Funeral- und Drone-Doom-Album wird von Stijn van Cauter als meditative Drone-Doom-Reise und symphonische Erzählung eines endlosen Fallens beschrieben. Die als instrumentaler Funeral Doom angelehnte Musik von Beyond Black Void basiert dabei ausschließlich auf dem verzerrten Aushallen weniger Gitarrenanschläge und einem kaum vorhandenen programmierten Schlagzeugrhythmus.